# USS Barbel (SS-316)
Za druga plovila z istim imenom glejte USS Barbel.
USS Barbel (SS-316) je bila jurišna podmornica razreda balao v sestavi Vojne mornarice Združenih držav Amerike.

## Zgodovina
Za USS Barbel se utemeljeno domneva, da je bila potopljena s strani japonskih letal, saj je 16. februarja 1945 oddala zadnje sporočilo, v katerem so navedli, da so jih napadla letala s podvodnimi naboji.